# Jules Horrent
Jules Horrent, né à Seraing (Liège) le 11 avril 1920 et mort à Neuville (Stavelot) le 11 septembre 1981, est un romaniste et médiéviste belge.

## Récompenses et distinctions
- 1968 : Prix Francqui